# Pleasant B. Tully
Pleasant Britton Tully, född 21 mars 1829 i Henderson County i Tennessee, död 24 mars 1897 i Gilroy i Kalifornien, var en amerikansk demokratisk politiker. Han var ledamot av USA:s representanthus 1883–1885.
Tully arbetade som advokat i Kalifornien och deltog i Kaliforniens konstitutionskonvent 1879. År 1883 efterträdde han Romualdo Pacheco som kongressledamot och efterträddes 1885 av William W. Morrow.
Tully avled 1897 och gravsattes i Gilroy i Kalifornien.